# Contusión pulmonar
Una contusión pulmonar es una contusión (golpe) al pulmón, causada por un traumatismo torácico. Como resultado de los daños a los capilares, la sangre y otros líquidos se acumulan en el tejido pulmonar. El exceso de líquido interfiere con el intercambio de gases, que podría dar lugar a niveles inadecuados de oxígeno (hipoxia). A diferencia de la laceración pulmonar —otro tipo de lesión pulmonar— la contusión pulmonar no se trata de un corte o desgarro del tejido pulmonar.
Una contusión pulmonar generalmente es causada por un traumatismo directo, pero también puede ser el resultado de lesiones producidas por una explosión o por ondas de choque asociadas a un traumatismo penetrante. 
Las contusiones pulmonares empezaron a masificarse debido al uso de explosivos durante la Primera y la Segunda Guerra Mundial. Su presencia en la población civil surgió durante los años 1960, generalmente causadas por accidentes de tráfico. El uso del cinturón de seguridad y bolsas de aire reducen el riesgo para los ocupantes de vehículos.
El diagnóstico se realiza estudiando la causa de la lesión, realizando exámenes físicos y radiografías de tórax. Los síntomas típicos incluyen efectos directos de traumas físicos, como dolor en el pecho y tos con sangre, así como señales de que el cuerpo no recibe suficiente oxígeno, como la cianosis. La contusión con frecuencia se cura por sí sola. A menudo no se necesita más que oxígeno suplementario y una atención constante; sin embargo, pueden ser requeridos cuidados intensivos. Por ejemplo, si la respiración se ve gravemente comprometida, puede ser necesaria la ventilación mecánica. La transferencia de fluidos corporales puede ser necesaria para asegurar un volumen adecuado de la sangre, pero esta operación es realizada con sumo cuidado, pues la sobrecarga de líquidos puede empeorar el edema pulmonar, trayendo consecuencias fatales.
La gravedad de una contusión puede variar. Un golpe pequeño puede tener poco o ningún impacto en la salud del paciente. Sin embargo, la contusión pulmonar es el tipo más común de un traumatismo torácico potencialmente fatal. Ocurre en un 30 a 75% de las lesiones graves en el pecho. Con una tasa estimada de mortalidad de 14 a 40%, la contusión pulmonar juega un papel clave en determinar si una persona va a morir o va sufrir graves efectos nocivos como resultado de un trauma. Aunque las lesiones que la acompañan son a menudo la causa de la muerte, la contusión pulmonar, se cree, es su causa directa en un 25 a 50% de los casos. Los niños presentan un riesgo especialmente alto ante la lesión, debido a que la relativa flexibilidad de sus huesos impide a la pared del pecho absorber la fuerza del impacto, causando que esta se transmita casi en su totalidad a los pulmones.
La contusión pulmonar se asocia con complicaciones como la neumonía y el síndrome de distrés respiratorio, y puede causar a largo plazo incapacidad respiratoria.